# Musée national des Instruments de musique du Kazakhstan
Le musée national des Instruments de musique (russe : Государственный музей народных музыкальных инструментов) est un musée exposant des instruments de musique et situé à Almaty au Kazakhstan,.

## Galerie

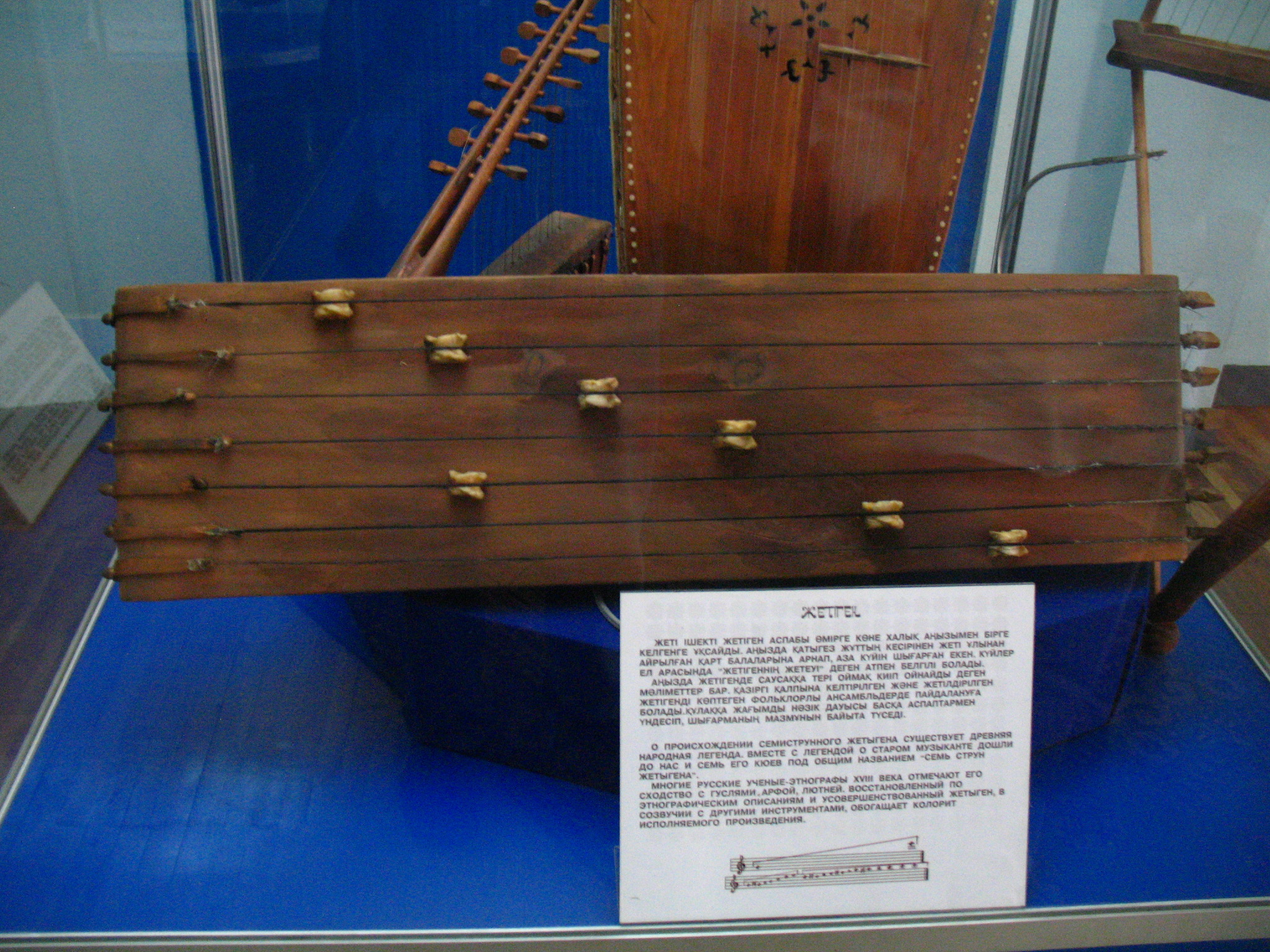
Un zhetygen exposé au musée.